# Krwistoborowik ciepłolubny

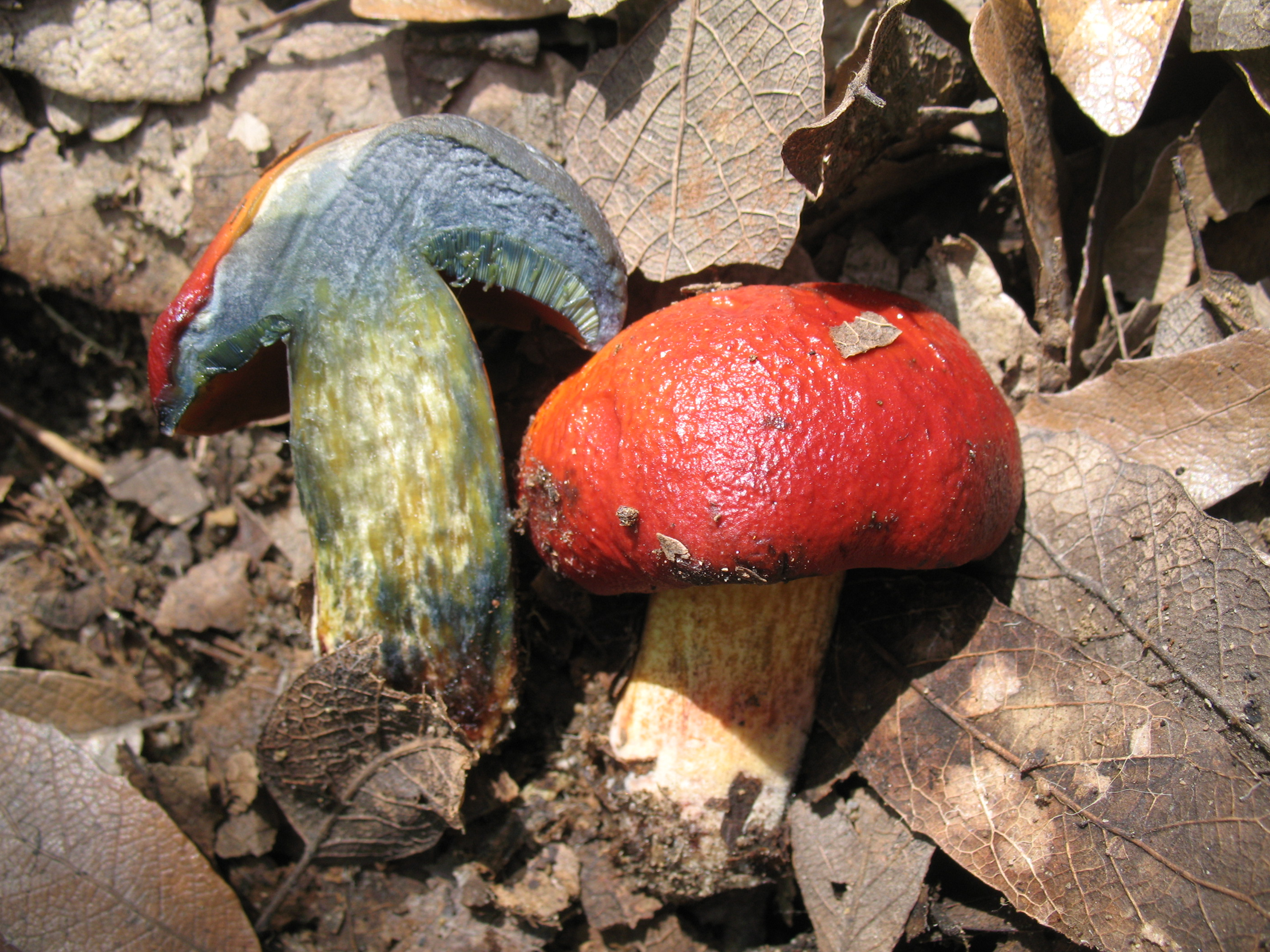

Krwistoborowik ciepłolubny (Rubroboletus dupainii (Boud.) Kuan Zhao & Zhu L. Yang) – gatunek grzybów z rodziny borowikowatych.

## Systematyka i nazewnictwo
Pozycja w klasyfikacji według Index Fungorum: Rubroboletus, Boletaceae, Boletales, Agaricomycetidae, Agaricomycetes, Agaricomycotina, Basidiomycota, Fungi.
Po raz pierwszy takson ten zdiagnozował w roku 1902 Jean Louis Boudier nadając mu nazwę Boletus dupainii. W ostatnich latach prowadzono badania filogenetyczne w obrębie rodzaju Boletus i jego systematyka uległa znacznej zmianie. W wyniku tych badań naukowych Kuan Zhao & Zhu L. Yang w 2014 r. przenieśli Boletus dupaninii do nowego rodzaju Rubroboletus. Synonimy nazwy naukowej:
- Boletus dupainii Boud. 1902
- Tubiporus dupainii (Boud.) Maire 1937[3].

Nazwa gatunkowa honoruje wiceprzewodniczącego Francuskiego Towarzystwa Mykologicznego (Société Mycologique de France), Victora Dupaina (1857–1940). Polską nazwę borowik Dupaina lub borowik ciemnokrwisty podają niektóre atlasy grzybów. Spotyka się niepoprawną polską nazwę – borowik Dupainowa. W 2021 Komisja ds. Polskiego Nazewnictwa Grzybów Polskiego Towarzystwa Mykologicznego zarekomendowała używanie nazwy krwistoborowik ciepłolubny.

## Morfologia
Kapelusz
Średnica 7–11 cm, krwistoczerwony i śliski. Półkulisty, później wypukły i spłaszczony.
Rurki
Początkowo żółte, potem oliwkowożółte. Pory krwistoczerwone.
Trzon
Baryłkowaty, potem cylindryczny. Żółty z gęstym czerwonym nakrapianiem, z wyjątkiem górnej części, 5–8 cm wysokości.
Miąższ
Jasnożółty, niebieszczeje lub zielenieje po przekrojeniu.
Wysyp zarodników
Oliwkowy. Zarodniki 14–15 × 5–7 μm.

## Występowanie i siedlisko
Spotykany w Europie i od niedawna (2002) w Ameryce Północnej. Gatunek rzadki. Został uwzględniony na liście 33 europejskich grzybów, które mają zostać objęte szczególną ochroną na mocy konwencji berneńskiej. Znajduje się na czerwonych listach grzybów w sześciu krajach, we Francji, Hiszpanii, Niemczech, na Węgrzech, Słowacji i w Bułgarii. W Polsce gatunek ten nie występuje.
Rośnie latem i jesienią, w ciepłych lasach liściastych (mykoryza z kasztanowcami, bukami, dębami).

## Znaczenie
Niektórzy autorzy uważają go za grzyba jadalnego, inni za trujący, jednak ze względu na rzadkość występowania nie jest zbierany na większą skalę i nie ma wartości komercyjnej.